# 明中都
明中都是中国明朝洪武二年至八年（1369-1375年），明廷在今安徽省滁州市凤阳县营建的明代第一座都城，是后来洪武八年至十年（1375-1377年）改建南京宫阙和永乐十五年至十八年（1417-1420）建造北京宫阙的模式标本。明中都在城市规划、都城建筑和石雕艺术方面居于承前启后的地位。1950-1975年的大规模拆城取砖、毁城耕田，均使中都城破坏严重。原始建物仅存部分皇城城墙、城门、鼓楼台基和皇陵石雕遗址，其餘均為1990年代後重建建物。

## 概述
1368年明朝建立，同年明军北伐，占领元大都，结束了元朝在全国的统治。政治形势发生了巨大变化，经过对南京、关中、洛阳、开封和北平建都利弊分析，明太祖认为南京离中原太远，难于控制；中原又民生凋弊，物力和人力均依靠江南。于是在洪武二年九月下诏选择在濠州（临濠府）西二十里山南陂上建中都中立府，“命有司建置城池宫阙，如京师之制”。
中都的营建工程由李善长主持，洪武三年（1370年）动土启造，开始营建皇城。至洪武六年，皇城及禁垣的城墙和基础基本建成，中都外城也已夯土筑成，但未包砖。由于中都营建工程浩大，工匠发起斗争。明太祖被迫在当年四月以“劳费”为由放弃了建都计划。停止营建宫殿。此后从洪武八年十月改建皇陵及附属建筑，洪武二十六年修筑外城城门，至三十年（1397年）中都营建工作完工。
明太祖罢建中都后，中都未用作京师，逐渐荒废。明末农民战争、清代改建和1950-1975年的大规模拆城取砖、毁城耕田，均使中都城破坏严重，目前仅存部分皇城城墙、城门、鼓楼台基和皇陵石雕遗址。

### 名称
明中都所在地古为涂山氏之国，战国时为楚国淮南郡，秦时属九江郡，西汉时先后属淮南国和九江郡。东汉为钟离侯国。晋为淮南郡，南北朝时属刘宋南兖州、北徐州、北齐西楚州。隋唐时期先后交替改为濠州和钟离郡。五代时属南唐定远军，北宋为濠州，元朝置濠州安抚司，后升为濠州路、临濠府。
中都城址设于临濠县境内，元朝为钟离县，为濠州州治。明太祖吴元年升为临濠府，置临濠行大都督府。洪武二年九月改临濠府为中立府，定为中都，临濠行大都督府改为中立行大都督府。洪武三年十一月，改中立府为临淮府。洪武七年八月以城在凤凰山之阳，故改名为（中都）凤阳府，并析临淮县之太平、清洛、广德、永丰四乡，置凤阳县。洪武七年九月改中立行大都督府为凤阳行大都督府。

## 布局
明中都自内向外由皇城（相当于南北京宫城）、禁垣（相当于南北京皇城）、中都城三部分组成。城南为圜丘（天坛）和皇陵，城北为方丘（地坛）。

### 皇城
中都皇城建于万岁山之南偏西，凤凰山之阳。始建于洪武三年，在不同的文献中又称宫城、皇城里城、大内、紫禁城、县城等，辟四门：正南为午门，东为东华门，西为西华门，正北为玄武门。
洪武八年四月罢建中都，当年十月朱元璋命皇太子朱标和秦、晋、燕、周四王于中都讲武，洪武九年皇太子率秦晋燕三王至凤阳“观祖宗肇基之地”，十月诏六王练兵凤阳，诸王皆居于皇城之内。永乐初年幽禁建文帝子朱文圭于皇城内，天顺初释出，城内遂空无居人，由守城奉御内官看守，守备凤阳皇陵太监监管皇城门禁锁钥。崇祯八年（1635年）兵乱，镇守太监奏请容百姓避难于皇城之中。
康熙六年（1667年），移凤阳县治于皇城内，居民渐密，皇城从此改称县城。乾隆年间东、西、南三门台基间有坍塌，遂建四门城楼，并更易四门名称。四门城楼至咸丰年间陆续坍毁。
抗日战争时期，伪安徽省政府大批拆除凤阳府城内县衙、民居建筑，至1949年时已近空城。1950至1952年，华东军区拟用凤阳府城作为战犯监狱，拆除城内剩余公私建筑。1958年拆宫城东华门南北侧城墙各一段，取砖建土高炉炼钢，并拆除外金水桥。1963年安徽省政府公布明皇城为省文物保护单位。1966年初，驻凤阳“四清”工作组发动凤阳居民拆除皇城城墙，取砖修井筑坝。1968年凤阳县成立拆城领导小组，开始大规模拆城卖砖。至1970年，已拆除皇城东城墙全段、北城墙全段、午门两翼及南城墙东段，并拆除皇城文华殿基址、内金水河进出水涵洞及砖闸、圜丘遗址、大社稷坛遗址，平毁禁垣承天门、东安门、西安门、北安门基址。1974年拆毁东华门城台、玄武门城台、内金水桥、东北角楼、东南角楼和西北角楼，夷平明中都钟楼遗址。明中都宫城仅余午门城台、南城墙西段、西华门、西城墙和西南角楼未全部拆毁，但也被拆除一部分，外包城砖亦被剥取一空。1981年拆毁会同馆及凤阳府署遗址。
1982年明中都皇城及皇陵石刻被中国国务院公布为全国重点文物保护单位。

#### 城墙
皇城城墙周长六里三十步，高三丈九尺五寸，女墙高五尺九寸五分，合计高四丈五尺四寸五分。1960-1962年蚌埠市城建局测绘，皇城东墙长955米，西墙长967米，南墙长890米，北墙长890米，周长3702米。平面略呈长方形。
皇城城墙为石基，墙体为砖筑，现存南城墙西段基础为高约1米的花岗岩大条石；1974年拆除北城墙取砖时，在地下18米处仍能见大城砖。城南、东、西三面建护城河，北护城河原仅为水沟，1958年后拓宽。

#### 午门
位于南城墙正中，城门三券，两侧有东西掖门，前为两观。现存城台东西宽140.3米，南北深41.35米，残高12.7米，城台全部为砖砌。门券内两壁、以及午门城台须弥座上有连续不断的白石浮雕，花纹包括龙、凤、云、方胜、团花、双狮绣球、麒麟、鹿、牡丹、芍药、荷花、西番莲、万字纹等。
中都皇城午门在明朝时期未建城楼，乾隆二十六年增建城楼并改名为钟离门，咸丰年间城楼坍塌。1970年拆除城楼台基四周的砖筑墙体，现残存城楼台基、正中三门券、两掖门拱券、正门门券两侧及城楼四周的部分须弥座浮雕。

#### 东华门、西华门、玄武门
东华门位于东城墙南端，南距东南角楼202.5米，北距东北角楼762.5米。为城台式城门，下辟三券，门券内也有类似午门的白石浮雕，并有砖雕灯龛。乾隆二十六年增建城楼，改名为濠梁门，1974年拆除，仅存夯土台基。
西华门位置与东华门相对，乾隆二十六年增建城楼，改名涂山门。西华门现存城台宽70.6米，深37.4米，残高13.2米。
玄武门位于北城墙正中，台基高五尺九寸五分，高于午门和东西华门。乾隆二十六年增建城楼，改名临淮门。1974年拆除，仅存夯土台基，残宽150米，进深50米，残高约8米。

#### 角楼
明皇城角楼位于四隅，台基与午门、东华门、西华门台基高度相同。角楼台基为L形平面，东南角楼在清乾隆二十六年建六层砖塔一座，于文化大革命初期拆毁。东南、东北、西北角楼在70年代取砖拆毁，现仅存夯土台基遗址，只有西南角楼台基保存完好。

#### 宫殿
皇城宫殿现存奉天门遗址、奉天殿台基遗址、文华殿遗址、武英殿遗址、后宫遗址。
- 奉天门遗址南距午门约205米，1971年扒拆，现仅存一土丘。
- 奉天殿遗址南距奉天门约255米，台基呈十字形，东西宽76米，南北长101米。清康熙二十五年在台基上建凤阳县学，1950年拆毁。
- 文华殿遗址位于奉天门东，文华殿桥后，原有20多块石柱础，70年代损毁，现辟为农田。
- 武英殿遗址位于奉天门西，与文华殿对称。遗址现为农田，地面遍布琉璃瓦屑，有石柱础遗存。
- 后宫遗址位于皇城北部正中，地面上散布琉璃瓦残片，尚存夯土层和水井遗迹。东宫遗址位于文华殿北，建筑格局、名称未详，明中都考察报告称为“后宫东宫遗址”，经勘探发现墙基、石础和大量琉璃瓦残件。后宫西宫遗址位于武英殿北，考古发掘时发现成排竖码的大黄琉璃瓦，推测为建筑备料。
- 内金水河自皇城西北隅入城，距西墙35米直线南下，经西华门桥折向东，过武英殿桥、奉天门西桥、内金水桥、奉天门东桥、文华殿桥、东华门桥，向南经皇城西南的出水涵洞流入护城河。出水涵洞内西侧原尚存约100米长的石砌泊岸，1970年扒拆。内金水桥形制类似南北京故宫，为五座石桥，其中对着左右掖门的两座于日伪时代扒拆，中央正对午门三门的三座石桥于1974-1975年扒拆。

### 禁垣
皇城外为禁垣，城墙为砖石砌筑，周长九里三十步，高二丈。经考古调查，禁垣南墙长1680米，北墙长1670米，东西墙各长2160米，周长7670米。清乾隆二十年拆除禁垣墙体，取砖修筑凤阳府城（皇城）。现禁垣城墙仅北垣保存有墙基断面和凸出地面的残迹，其他各段城墙多为道路或房屋所占。
禁垣开四门：南为承天门，东为东安门，西为西安门，北为北安门。承天门北距午门435米，南距洪武门1185米。门内向北约200米为外金水桥。承天门现存土台中部为大道所切割，俗称“双古堆”，东古堆上植柿树，残高2.3米，西古堆被剥成平缓土丘，残高1.5米。
东安门正对东华门，遗址原为长方形土堆，1974年取土夷平。西安门正对西华门，1974年3月为挖掘水沟而平毁，原址出土大量保存完好的松木桩，直径10至20厘米不等，有些上面带有墨书，“吕中所赵景玉”、“百户陈王”等等，但都被农民做成家具、农具，无一存留。北安门位于凤凰山主峰之阴，玄武门轴线稍偏西，门址宽120米，布满黄绿色琉璃瓦和砖砾。
承天门之北140米有端门，再向北60米为外金水桥，再向北235米为午门。
承天门之南有大明门，东西有左右长安门，大明门之南有千步廊，南至洪武门。

#### 禁垣内坛庙府署
- 太庙：在午门前东侧，洪武四年建，前殿及寝殿十五间，东西各二间夹室。
- 大社稷坛：在午门前西侧，分为大社坛和大稷坛，1970年代平整为耕地。
- 中书省：在午门左，洪武三年建，后因定都应天，未曾启用，天顺三年拆除。
- 大都督府：在午门右，洪武三年建，后因定都应天，未曾启用，天顺三年拆除。
- 御史台：在午门右，洪武三年建，后因定都应天，未曾启用，天顺三年拆除。
- 开国功臣庙与开国元勋阁：在午门西南，洪武六年建，当时其他元勋功臣仍健在，故仅供奉开平王常遇春，故又称“开平王庙”。万历三十一年重修，康熙时废。
- 中都城隍庙：位于午门东南，康熙六年毁于火，乾隆二十三年、同治八年、光绪十年先后重建。1950年拆毁修建米厂。

### 中都城

重建的大明門

禁垣之外为中都城，周五十四里余，呈东西扁长的长方形，西南隅为将凤凰嘴山包入城中，还修建了一个凸角。中都城垣为土筑，唯东、北两段有砖垒城墙，长约四里。共开辟城门九座，水关十八座。
中都城始建于洪武三年十二月，原拟建十二门，每边三门：南面正中为洪武门，左为南左甲第门，右为前右甲第门。东城墙自北向南为长春门、朝阳门、父道门。西城墙自北向南为长秋门、涂山门、子顺门。北城墙自东向西为北左甲第门、玄武门、后右甲第门。后弃营中都，改修南京之后，遂废弃三门，仅存九门。南面三门不变，东面将朝阳门改名独山门，父道门改名朝阳门。北面仅开北左甲第门、后右甲第门，西面则仅开涂山门一座城门。其中洪武、朝阳、涂山、北左甲第四座城门建于洪武二十六年，上有城楼；其余五座城门建于洪武三十年，上无城楼。
洪武八年朱元璋罢建中都时，土城已完工，东、北两段城墙有四里多已经包砖。此后在景泰六年（1455年）、成化十五年（1479年）、成化二十年、正德三年、正德六年、嘉靖三年（1508年）、嘉靖十一年、嘉靖三十三年、嘉靖三十六年、万历九年（1581年）曾多次奏请修筑砖城，但均未能兴工。至清康熙二十三年（1684年）修《凤阳府志》时，中都仍“九门高峙，周围基址宛然”。乾隆二十年拆九门和包砖城墙修建凤阳府城（原中都皇城），中都城遂沦为废墟。

#### 形制

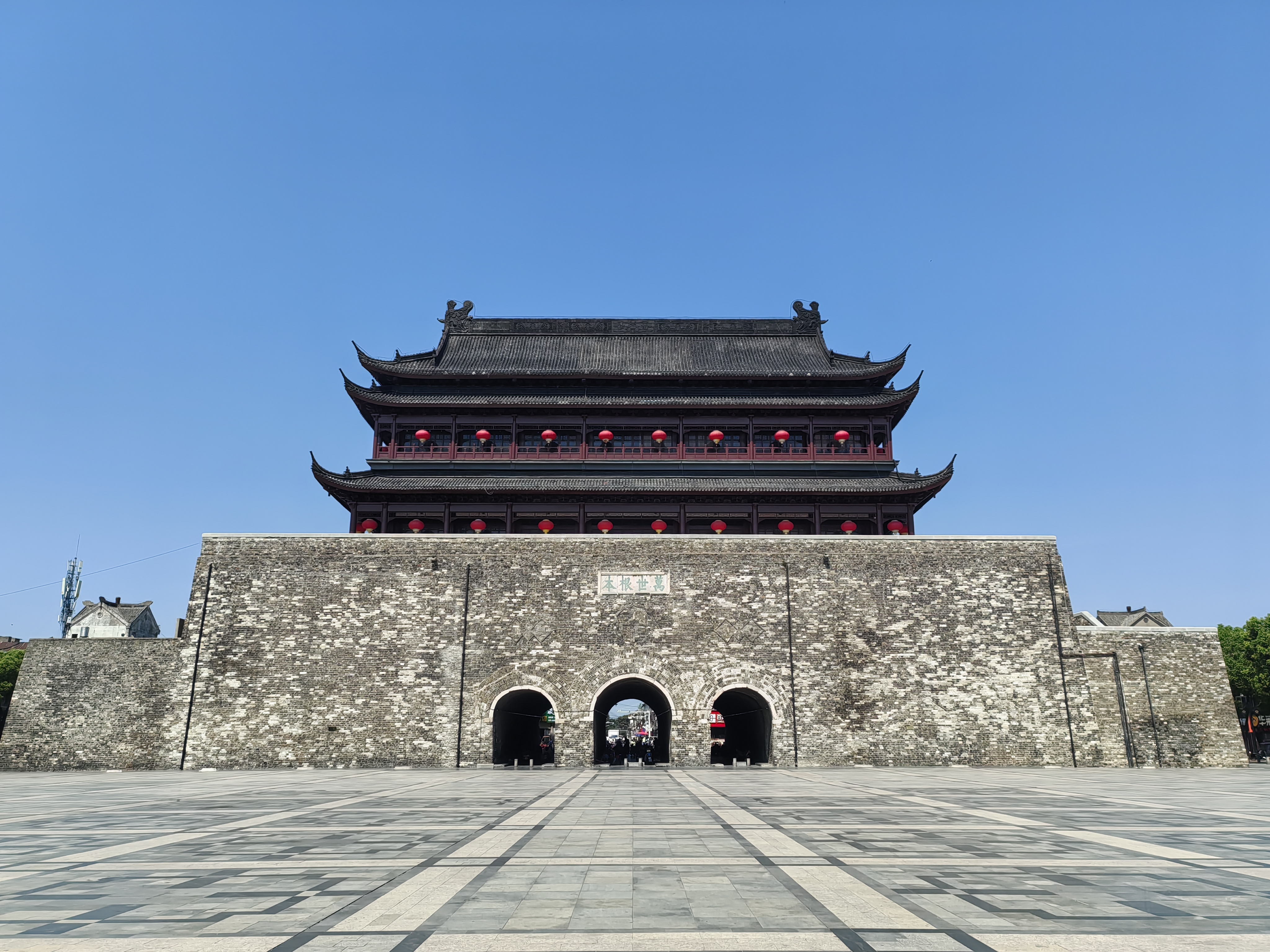
鼓樓

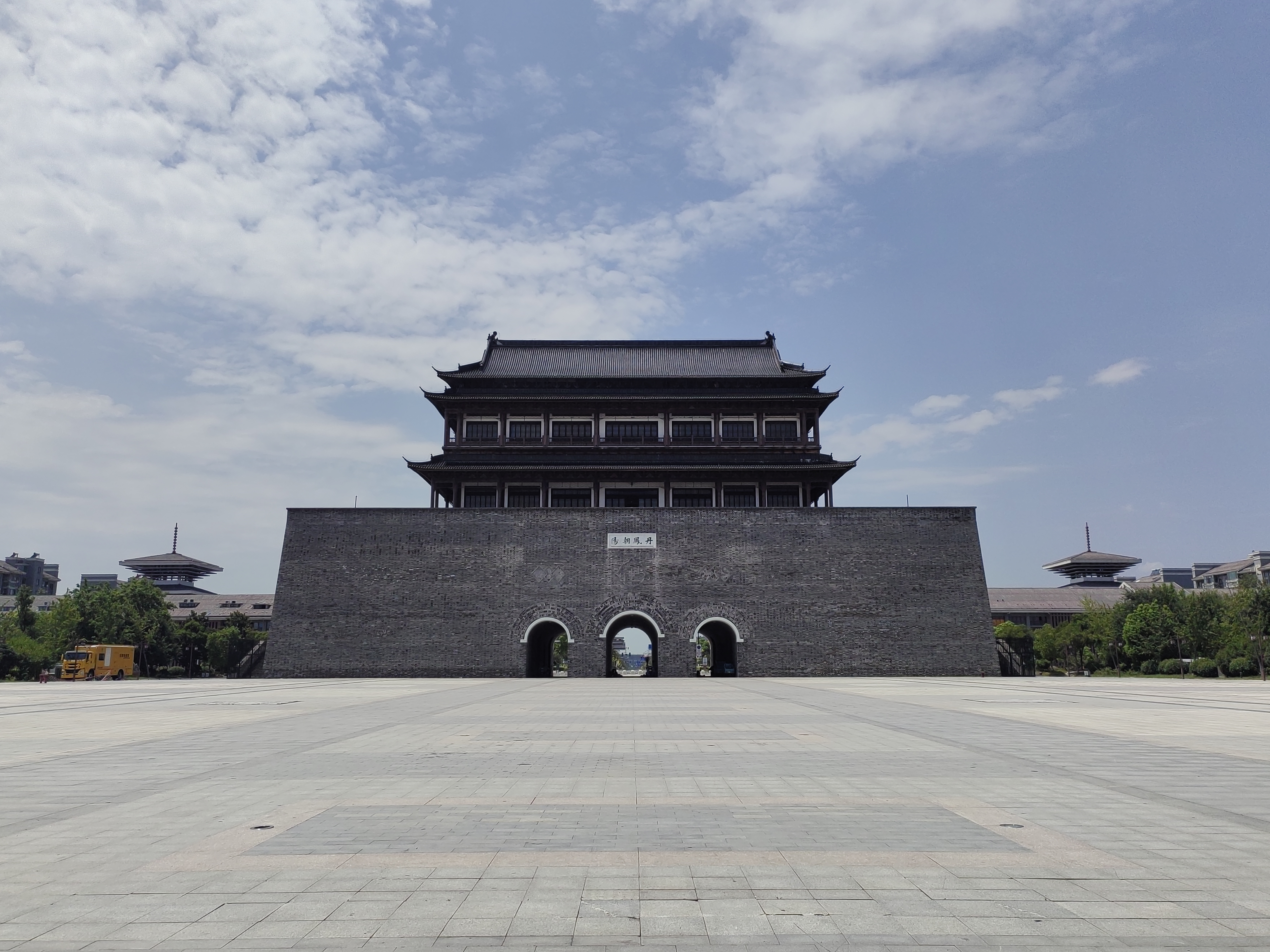
重建的鐘樓

中都城由一条中轴线纵贯南北，云霁街贯通东西。中轴线长十三里，由正南洪武门前凤阳桥起，穿洪武门进入中都城，经洪武街、大明门、承天门入禁垣，再经外金水桥（外五龙桥）、午门入皇城，进奉天门至奉天殿。奉天殿是中轴线中心。再往北，经玄武门出皇城，经禁苑，越凤凰山顶至北安门，出禁垣，下凤凰山，迳北直指中都城正北玄武门，主控南北。云霁街东起鼓楼，西至钟楼，长六里，东为中都城隍庙、金水桥、国子监、鼓楼；西为功臣庙、金水桥、历代帝王庙、钟楼，东西对称。
洪武三年（1370年）在午门前建中央官署，设中书省、大都督府和御史台。洪武四年（1371年）建圜丘，方丘，日、月、社稷、山川诸坛和太庙。圜丘，方丘南北对称；日、月二坛东西对称。鼓楼、钟楼建于宫城东西两侧，正对南左甲第和前右甲第二门，北通后右甲第及北左甲第二门，高大雄伟。
中都以万岁、凤凰、月华三山东西相连，长达十里。山顶建园林及庙宇，栽植了槐、榆、松、柏等各种树木，茂密如荫。

#### 街道
中都在洪武五年确定基址时，初步规划街二、坊十六。天顺、成化年间修《中都志》时，记载街道24条、坊104个。至万历末年修纂《凤阳新书》时，主要街道共二十八条，皆纵横排列对称，坊减为94个。
- 洪武街：自洪武门至大明门。
- 玄武街：自外城玄武门（未建）向南。
- 左辅街：自南左甲第门经鼓楼至九华山。
- 右辅街：自前右甲第门经钟楼至马鞍山。
- 东城街：在左辅街之东。
- 西城街：在右辅街之西。
- 左甲第街：起自九华山，为左辅街延长线。
- 右甲第街：起自马鞍山，为右辅街延长线。
- 云霁街：大明门前东西横街，连接鼓楼和钟楼。
- 父道街：云霁街鼓楼以东延长线。
- 子顺街：云霁街钟楼以西延长线。
- 顺城街：洪武门里侧东西横街。
- 子民街：外城玄武门里侧东西横街。
- 泰安街：顺城街北横街。
- 东华街：东华门外横街。
- 西华街：西华门外横街。
- 朝阳街：朝阳门（后改独山门）内东西向干道。
- 涂山街：涂山门内东西向干道。
- 长春街：长春门内东西向干道。
- 台衔街、志士街、工艺街、淮南街、光天街、化日街、刚毅街、清淮街、永福街等：具体位置不详。

#### 里坊
《中都志》所记104坊：
泰和、里仁、顺城、辅德、善庆、崇德、中和、安静、阜民、居仁、新民、平、安泰、顺化、仁英、咸亨、通顺、永庆、丰乐、英灵、感应、明伦、广惠、怀德、务本、节受、武定、文治、仁爱、克勤、治安、长乐、懋功、世德、广和、寿宁、嘉惠、长安、尚贤、显英、安定、景福、惠吉、凤凰、云从、仁寿、利贞、会同、允安、宣化、俊□、五福、人和、鼎新、养贤、思善、日新、孝友、德润、宣文、利用、正德、化成、施仁、来远、居仁、信、遵教、同仁、志道、永安、明德、大安、安济、美化、志善、崇庆、承宣、平政、厚俗、春辉、昼锦、立教、迎思、守礼、声教、福延、志德、仁智、安业、会通、大有、永济、宝善、惠政、敬信、育德、允中、积善、从善、钦崇、德厚、恭让、淮阳。

#### 府署

重建的歷代帝王廟

- 历代帝王庙：位于皇城西，遗址现存大量琉璃瓦屑。
- 兵马指挥司：位于城北，洪武五年建，洪武十三年凤阳县治迁于此。现遗址存有石础构件。
- 中都留守司：位于城西，原为行大都督府，统辖留守中都的八卫、一千户所。清康熙年间卫所并入州县，仅留凤阳、凤中、凤左右、长淮四卫。雍正四年凤阳右卫并入凤阳中卫，乾隆十五年凤阳中卫并入凤阳卫。
- 中都国子学：位于皇城西门桥北侧，洪武八年设置，洪武十五年改为国子监，洪武二十六年撤，师生并入京师（南京）国子监，旧址改为凤阳府学。崇祯四年毁。1952年改为安徽省第四监狱，1975年改为凤阳县委党校。
- 中都百万仓：洪武五年建，洪武十一年改为广储仓，后撤废。
- 中都演武厅：又称校场，建于洪武十四年，广四里，为中都八卫所官兵操练之所。清末废除，遗址现为农田。

#### 高墙
凤阳高墙位于禁垣东侧，用于禁锢明朝宗室罪犯。分为东高墙（9宅）、中高墙（13宅）、西高墙（19宅）、四高墙（7宅）、五高墙（10宅）五处。“崇垣深渠，门楼敌台，不减郡县城郭规制，且在宫阙左掖，五墙不时修葺”。高墙门禁甚严，并专设“高墙军”警卫看管。

### 皇陵
洪武二年二月（1369年）建皇陵，呈正方形，坐南朝北，有皇城、砖城、土城三城。陵冢呈覆斗形，位于砖城中心偏南。冢前为正殿皇堂九间，丹陛三级，金门五间，左右庑各十一间、燎炉一座、左、右角门二座。冢外绕皇城，高二丈，周七十五丈五尺。皇城外为左、右碑亭二座，御桥五座，华表并石人、石兽三十二对，直达砖城北门。砖城北门城楼五间，重檐，其外为棂星门，红桥五座，北至陵垣即土城北门正红门。正红门三座，东西角门二座。正红门斜向东北，神路直达都城，正对中都城正南洪武门前凤阳桥。皇陵内有享殿、神厨、斋宫、混堂，官厅。城垣北有官厅二座。棂星门外左右有直房各十一间。砖城四门、陵垣四门各有直房及铺舍。洪武十二年（1379年）建成，设皇陵守卫及祠祭署管理。

## 残毁
- 洪武八年（1375年）朱元璋下诏罢中都役作。
- 洪武十六年（1383年）朱元璋下诏将中都部分宫殿拆毁，用于修建龙兴寺。
- 天顺三年（1459年）拆中书省、大都督府、御史台等处建筑500余间，用于重建龙兴寺。
- 崇祯八年（1635年）李自成攻陷凤阳，焚皇陵。
- 乾隆二十年（1755年）拆中都外城九门和包砖的两段城墙，以及中都钟楼，剥砖营建凤阳府城（明中都皇城）。
- 咸丰年间，凤阳府城西南隅多折裂，女墙间有倒塌，城楼全部坍毁无存。
- 抗日战争时期，中華民國(汪精衛政府)安徽省政府拆除凤阳府城内县衙、民居建筑。
- 1950至1952年，华东军区拟用凤阳府城作为战犯监狱，拆除城内的城隍庙等剩余建筑。
- 1958年拆宫城东华门南北侧城墙各一段，取砖建土高炉炼钢，并拆除外金水桥。
- 1963年安徽省政府公布明皇城为省文物保护单位。
- 1966年初，驻凤阳“四清”工作组发动凤阳居民拆除皇城城墙，取砖修井筑坝。
- 1968年凤阳县成立拆城领导小组，开始大规模拆城卖砖。至1970年，已拆除皇城东城墙全段、北城墙全段、午门两翼及南城墙东段，并拆除皇城文华殿基址、内金水河进出水涵洞及砖闸、圜丘遗址、大社稷坛遗址，平毁禁垣承天门、东安门、西安门、北安门基址。
- 1974年拆毁东华门城台、玄武门城台、内金水桥、东北角楼、东南角楼和西北角楼，夷平明中都钟楼遗址。明中都宫城仅余午门城台、南城墙西段、西华门、西城墙和西南角楼未全部拆毁，但也被拆除一部分，外包城砖亦被剥取一空。
- 1981年拆毁会同馆及凤阳府署遗址。
- 1982年明中都皇城及皇陵石刻被国务院公布为全国重点文物保护单位。
- 1995年至1998年，明中都鼓楼上部楼宇复建，修复基座。
- 2017年6月，明中都遗址出现破坏性维修[5]。
- 2023年9月至2024年1月，明中都鼓楼封闭修缮改造。
- 2025年5月19日，明中都鼓楼楼顶瓦片出现大面积滑落[6]。